# Apaloderma
Genre
Apaloderma est un genre d'oiseaux de la famille des Trogonidae, comprenant trois espèces endémiques d'Afrique subsaharienne.

## Liste des espèces
D'après la classification de référence (version 2.2, 2009) du Congrès ornithologique international (ordre phylogénique) :
- Apaloderma narina – Trogon narina
- Apaloderma aequatoriale – Trogon à joues jaunes
- Apaloderma vittatum – Trogon à queue barrée